# Bárðar saga Snæfellsáss
La Bárðar saga Snæfellsáss (Saga di Bárðr Spirito di Snæfell) è una saga degli Islandesi norrena scritta in Islanda intorno al XIII-XIV secolo.
La storia narrata dalla saga ha luogo nella penisola di Snæfellsnes, nell'ovest dell'Islanda. Il protagonista è Bárðr Snæfellsás ("Bárðr spirito di Snæfell"), che salva Ingjaldr da Ingjaldshvoll quand'era in pericolo in mare.
Bárðr era per metà umano e per metà orco e si narra che fosse arrivato a Djúpalón dove si era costruito una fattoria che aveva chiamato Laugarbrekka. Bárður aveva delle figlie, di bell'aspetto e molto alte, la più vecchia delle quali si chiamava Helga. Si dice che Þorkell, il fratello di Bárður, vivesse ad Arnarstapi insieme ai due figli Rauðfeldur e Sölvi. I figli di Þorkell e le figlie di Bárður erano soliti giocare assieme. Un giorno, quando la costa era ghiacciata, Rauðfeldur spinse Helga in alto mare sopra un iceberg. Anche se Helga in questo modo giunse fino in Groenlandia illesa, Bárður si infuriò molto. Gettò Rauðfeldur nel burrone Rauðfeldsgjá e lanciò Sölvi giù dalla roccia di Sölvahamar, un'alta scogliera sulla costa orientale di Arnarstapi.
Dopo tali fatti Bárður scomparve sul ghiacciaio dello Snæfellsjökull: si dice che il suo tesoro sia sepolto sul monte Bárðarkista, un monte a forma di scrigno fatto di ialoclastite che si trova lungo la valle di Saxhólsdalur.